# 胡平西
胡平西（1953年10月—），中国银行家，浙江省宁波市人。前任中国人民银行上海分行行长，现任上海农村商业银行党委书记、董事长。胡平西是中国共产党党员，硕士毕业于中南财经政法大学，是高级经济师，中国金融学会常务理事。胡平西被当选为中共十五大、十六大代表和第十届、十一届全国人大代表。

## 工作简历
- 1953年10月，出生于浙江省宁波市，男，汉族。
- 1990年10月-1996年2月，担任中国人民银行浙江省分行副行长
- 1996年2月-1998年10月，担任中国人民银行福建省分行行长、党委书记。
- 1998年10月-2001年7月，担任中国人民银行武汉大区分行行长、党委书记。
- 2001年7月-2005年8月，担任中国人民银行上海大区分行行长、党委书记。
- 2005年8月-2009年2月，担任中国人民银行上海总部党委副书记、副主任。
- 2005年8月-2009年2月，兼任中国人民银行上海分行行长。
- 2009年2月-现今，担任上海农村商业银行党委书记、董事长。